# Hyundai Ioniq 6
Hyundai Ioniq 6 (корейською: 현대 아이오닉 6) — електромобіль середнього розміру з кузовом типу фастбек, що випускається компанією Hyundai Motor Company під суббрендом Ioniq, орієнтованим на електромобілі.

## Опис

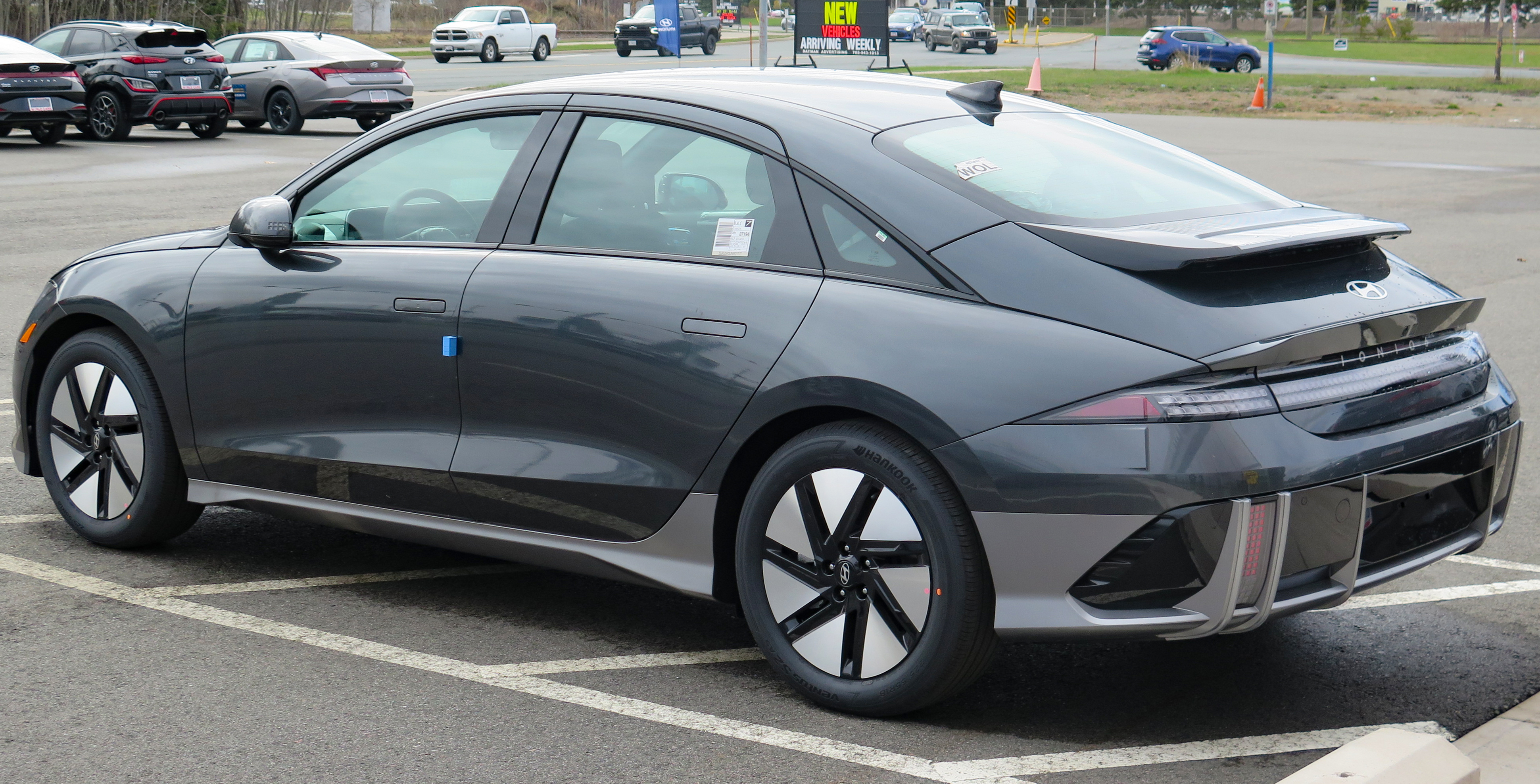
Hyundai Ioniq 6

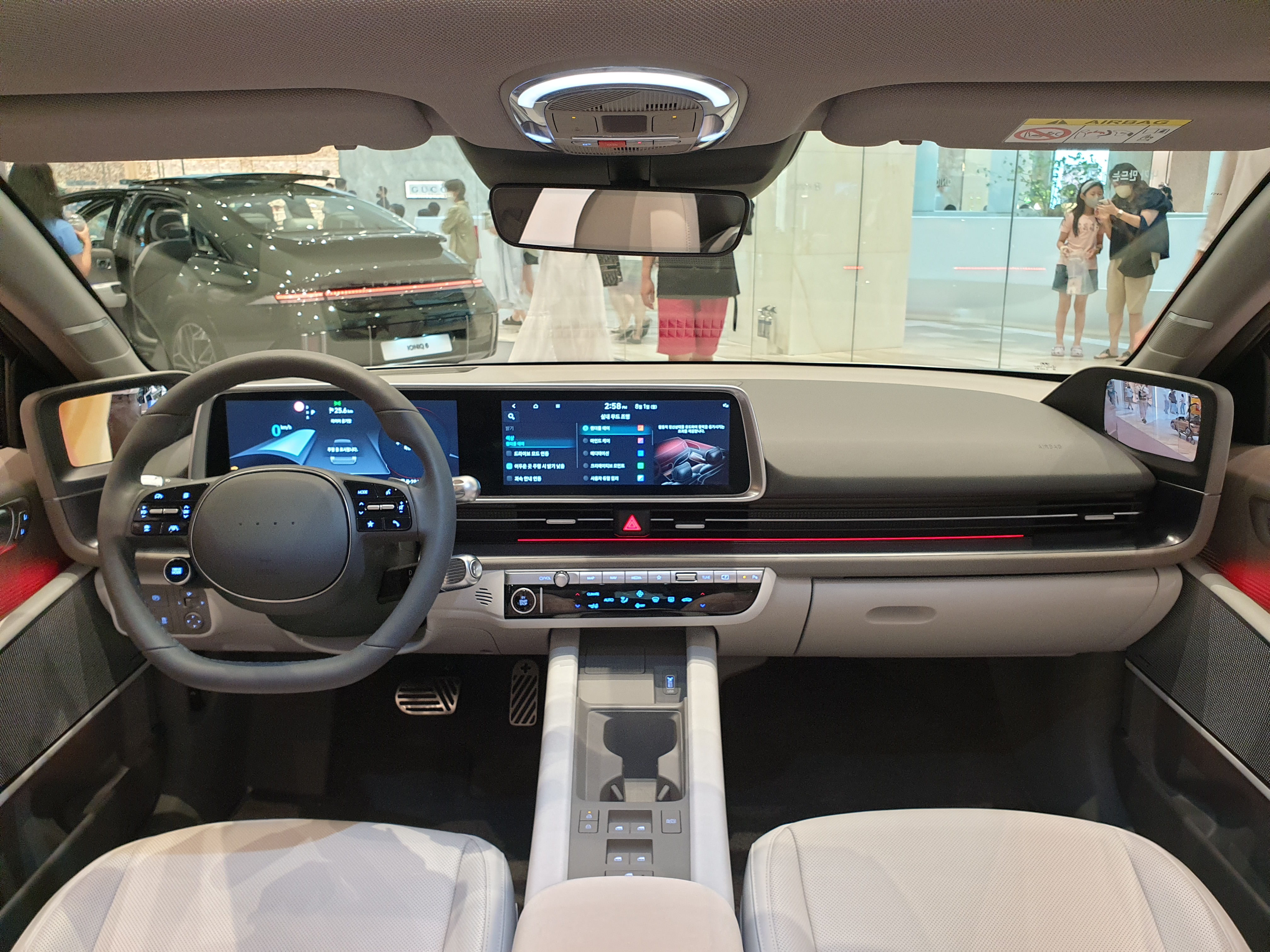

Автомобіль був представлений у березні 2020 року як концепт-кар Prophecy. Офіційна презентація відбулась 12 липня 2022 року. Його вироблятимуть на заводі Asan у Південній Кореї, де також виробляють Sonata та Grandeur.
Тизерне зображення було вперше опубліковано 21 червня 2022 року. Концептуальний ескіз автомобіля представляв дизайнерський підхід «Electrified Streamliner». Заявлений як новий тип дизайну електромобілів Hyundai, він ідентифікується м’яким обтічним дизайном, який мінімізує опір вітру. На основі платформи E-GMP було застосовано подовжену колісну базу порівняно із загальною висотою.
Повний дизайн Hyundai IONIQ 6 був представлений 29 червня 2022 року. Параметричні піксельні ліхтарі та бленди застосовані спереду. Крім того, вперше була нанесена нова емблема Hyundai, яка була виготовлена у вигляді тонкої площини з алюмінію. На бічній частині застосовано обтічну лінію вікна, вбудовану врівень дверну ручку та цифрове бічне дзеркало. Задня частина була застосована шляхом поєднання заднього спойлера з параметричним піксельним допоміжним стоп-сигналом. Дизайн інтер’єру має інтер’єр, натхненний коконом, і розширений внутрішній простір із довгою колісною базою. Блок управління функціями транспортного засобу був розроблений як централізований, а простір для зберігання було розширено за рахунок застосування центральної консолі мостового типу. Крім того, екологічно чисті матеріали були застосовані для внутрішнього та зовнішнього фарбування, листів, панелей приладів та стелі.
14 липня 2022 року автомобіль було представлено на міжнародному автосалоні в Пусані 2022 у Південній Кореї. Були застосовані аеродинамічні технології, такі як задні спойлери, зовнішні активні повітряні заслінки та колісні повітряні завіси. Коефіцієнт опору повітря становив 0,21 і проїхав 524 км за один раз. Було застосовано технологію налаштування продуктивності електромобіля, віртуальний звук водіння електромобіля та активний звуковий дизайн електромобіля. Сфера застосування технології оновлення ПЗ OTA розширена на підвіску, гальма та подушки безпеки. Крім того, додано технології допомоги водієві, такі як інтелектуальний круїз-контроль на основі навігації, допомога при русі на шосе 2 і дистанційна інтелектуальна допомога при паркуванні 2.
В салоні Ioniq 6 є два 12,3-дюймових сенсорних дисплеї, з інформацією для водія та для мультимедіа. Apple CarPlay, Android Auto, Bluetooth входять в базову комплектацію. Багажник електромобіля розрахований на 400 л. Також є 45-літровий вантажний відсік спереду. 

## Продажі
| рік  | Пд. Корея | США    | Канада |
| ---- | --------- | ------ | ------ |
| 2023 |           | 10,943 |        |